# 西递镇
西递镇，是中华人民共和国安徽省黄山市黟县下辖的一个乡镇级行政单位。
西递镇原名东源乡，1998年更名为西递镇。

## 行政区划
西递镇下辖以下地区：
西递村、靄峰村、源川村、叶村、石印村和潭口村。

## 中国传统村落
- 2012年12月，西递村被评为首批“中国传统村落”。
- 2013年8月，石印村珠坑、叶村利源被评为第二批中国传统村落。
- 2024年11月15日，西递村被联合国旅游组织执行委员会列入2024年“最佳旅游乡村”名单。

## 文物保护单位
西递村古建筑群为第五批全国重点文物保护单位（5-321）。

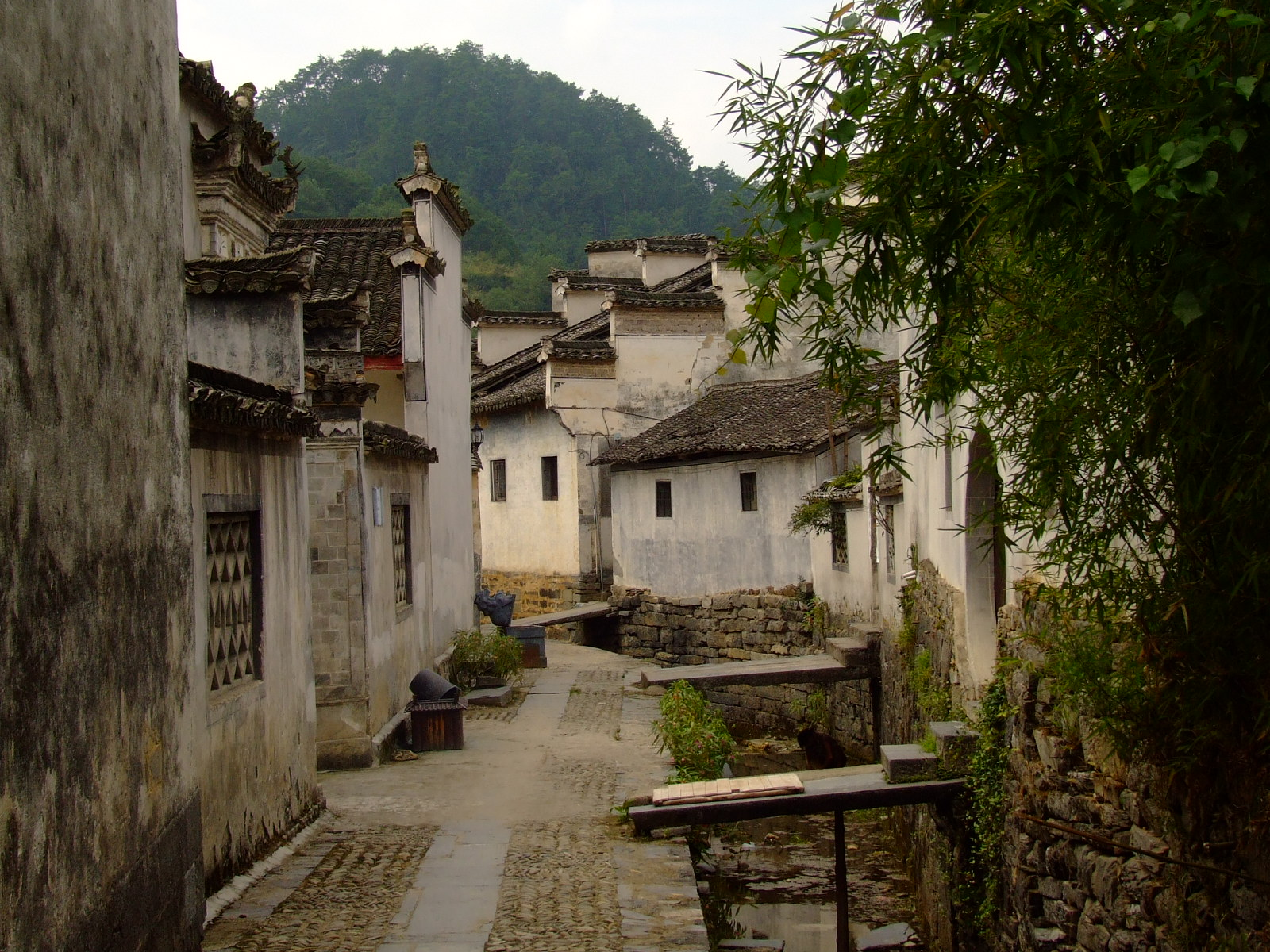